# Shams al-Din Dawud Shah II
Shams al-Din Dawud Shah II fou sultà bahmànida de Dècan durant cinc mesos el 1397.
Fou proclamat per l'esclau turc Taghalchin després de deposar i cegar a Ghiyath al-Din Shah el 14 de juny de 1397. Immediatament va nomenar al turc com a ministre (Malik Naib i Mir Jumla). La seva mare era una esclava turca que fou manumesa i va rebre el rang de Makhduma-i-Jahan (Reina Mare). Taghalchin va intentar convèncer el sultà d'empresonar a Firuz Khan i Ahmad Khan i en no tenir èxit va demanar a la reina mare desfer-se dels dos prínceps. Aquestos, assabentats del plan, van fugir cap a Sagar i Firuz es va proclamar rei com Tadj al-Din Firuz Shah designant al seu germà Ahmad Khan com Amir al-umara i Mir Fazlil-lah Inju Wakil (equivalent a primer ministre); va alliberar a Ghiyath al-Din Tahmatan i va aconseguir molts suports. Llavors va atacar la capital. Taghalchin fou derrotat i el seu fill va morir i Dawud Shah II fou cegat, però se li va permetre marxar a la Meca amb la seva mare (15 de novembre de 1397).
Dawud Shah II va morir el 1414 a la Meca.